# Avenida Gálvez Barrenechea
La avenida José Gálvez Barrenechea, también llamada avenida Principal, es una de las principales avenidas de la ciudad de Lima, capital del Perú. Se extiende de norte a sur, a lo largo de 25 cuadras. Recorre los distritos de La Victoria, San Isidro, San Borja y Surquillo.

## Historia
En la década de los años 1940, fue trazada junto a la avenida Guardia Civil como las pistas de despegue y aterrizaje del antiguo aeropuerto internacional de Limatambo (el primer aeropuerto comercial de la ciudad de Lima, actualmente Ministerio del Interior del Perú) en el actual límite de los distritos de San Isidro y San Borja.

## Recorrido
La avenida inicia en la intersección de las avenidas Nicolás Arriola y San Eugenio en el distrito de La Victoria. Luego, la vía atraviesa la avenida Javier Prado Este por el Puente Quiñonesen el distrito de San Isidro. Después, cruza la avenida del Parque Norte hasta llegar al óvalo José Quiñones. Posteriormente, la vía continúa en dirección al sur, en el límite con el distrito de San Borja, atravesando la avenida del Parque Sur. Enseguida, atraviesa la avenida Miguel Iglesias, donde es completamente San Borja, hasta llegar a la avenida Angamos Este, donde se empieza a denominar avenida Principal. Finalmente, la vía recorre en dirección al distrito de Surquillo, pasando por la Huaca La Merced y terminando en la intersección con la avenida Manuel Villarán.